# Gamvik
Gamvik est une municipalité norvégienne, située dans le comté de Finnmark, sur le territoire de laquelle se trouve le cap Nordkinn, point le plus septentrional de l'Europe continentale. Elle se compose des bourgades de Mehamn, Skjånes, Langfjordnes, Nervei et Gamvik. Cette dernière est une ancienne escale de l'Hurtigruten, qui s'est vu détrôner par Mehamn, desservie actuellement.